# Winkelhaid (Windsbach)

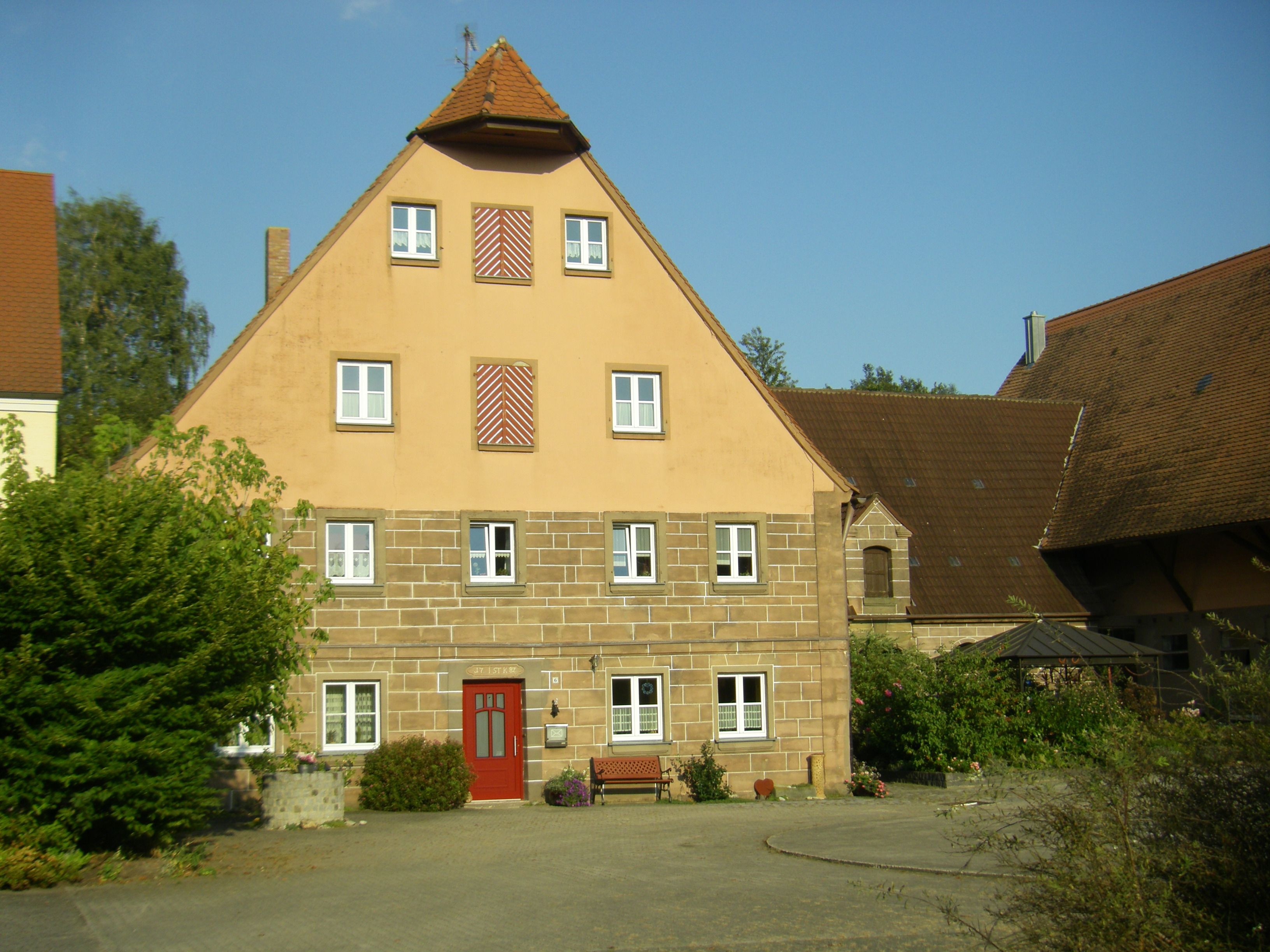
Bauernhaus Nr. 6

Winkelhaid (fränkisch: Winglhaad) ist ein Gemeindeteil der Stadt Windsbach im Landkreis Ansbach (Mittelfranken, Bayern). Die Gemarkung Winkelhaid hat eine Fläche von 5,028 km². Sie ist in 526 Flurstücke aufgeteilt, die eine durchschnittliche Flurstücksfläche von 9558,06 m² haben. In ihr liegt neben dem namensgebenden Ort der Gemeindeteil Thonhof.

## Geografie
Durch das Dorf fließt der Bremenwiesbach, der ab Winkelhaid auch Weihersbach genannt wird und dann als rechter Zufluss in den Erlbach mündet, der wiederum ein rechter Zufluss der Fränkischen Rezat ist. Unmittelbar nordöstlich grenzt das Waldgebiet In den Fuchsen an, 0,5 km nordöstlich befindet sich das Waldgebiet Plann. Im Südosten liegen die Lüßäcker und 0,5 km südwestlich das Lehenfeld. Am Ortsausgang in Richtung Mitteleschenbach steht eine Linde, die als Naturdenkmal ausgezeichnet ist.
Die Kreisstraße AN 59/RH 10 führt nach Mitteleschenbach (2,8 km westlich) bzw. die Bundesstraße 466 kreuzend nach Wernfels (3,4 km südöstlich). Gemeindeverbindungsstraßen führen nach Bremenhof (1,1 km südlich) und nach Untereschenbach zur Staatsstraße 2223 (2,1 km nordöstlich).

## Geschichte
Vermutlich wurde Winkelhaid schon vor dem 12. Jahrhundert gegründet. Erhalten geblieben ist ein Stein der ersten Kirche mit der Inschrift des Baujahres 1103. Um 1300 wurde der Ort als „Winkelheide“ erstmals urkundlich erwähnt. Der ursprüngliche Flurname bezeichnete eine versteckt gelegene Heidelandschaft.
Laut dem Salbuch der Deutschordenskommende Nürnberg von 1343 gehörten dem Stadtvogteiamt Eschenbach in Winkelhaid 1 Hube. Im Salbuch des Hochstifts Eichstätt des Jahres 1404 wurden zwei Höfe aufgeführt, die diesem unterstanden. Im Salbuch des eichstättischen Kollegiatstifts St. Nikolaus zu Spalt von 1380 wurden für Winkelhaid drei abgabenpflichtige Untertansfamilien verzeichnet. In den Salbüchern von 1460, 1517 und 1549 wurden nur noch zwei Untertansfamilien angegeben. Der Hauptmannschaft Hergersbach der Reichsstadt Nürnberg unterstanden 1529 3 Untertansfamilien im Ort.
Im 16-Punkte-Bericht des Oberamts Windsbach von 1608 wurden für Winkelhaid 12 Mannschaften verzeichnet: 1 Köbler unterstand dem Verwalteramt Merkendorf, 2 Höfe dem eichstättischen Kastenamt Spalt, 2 Höfe dem Stadtvogteiamt Eschenbach, 2 Höfe und 2 Güter den Herren von Heideck, 3 Höfe dem Oberamt Schwabach und 1 Hof den Flechtner’schen Erben zu Ansbach. Daneben gab es das Gemeindehirtenhaus. Das Hochgericht übte das brandenburg-ansbachische Kasten- und Stadtvogteiamt Windsbach aus. Im Dreißigjährigen Krieg wurde Winkelhaid zerstört. 1652 galt der Ort noch als ganz verödet. Im Eichstätter Salbuch von 1671 wurden für Winkelhaid wieder 16 Untertansfamilien verzeichnet, wovon 2 dem Kastenamt Spalt unterstanden, 1 dem Stift Spalt, 9 dem Oberamt Windsbach und 4 dem Nürnberger Eigenherrn Groß.
Gegen Ende des 18. Jahrhunderts bildete Winkelhaid mit Bremen-, Käs- und Thonhof eine Realgemeinde. In Winkelhaid gab es 15 Anwesen. Das Hochgericht und die Dorf- und Gemeindeherrschaft übte das Kasten- und Stadtvogteiamt Windsbach aus. Grundherren waren das Fürstentum Ansbach (Kastenamt Windsbach: 1 Ganzhof, 1 Dreiviertelhof, 1 Gütlein, 1 Zapfenwirtschafts-Gütlein; Verwalteramt Merkendorf: 1 Köblergut), das Kastenamt Spalt (3 Ganzöfe), Nürnberger Eigenherren (von Tucher: 1 Halbhof; Kreß von Kressenstein: 1 Ganzhof, 1 Halbhof, 2 Gütlein), der Ansbacher Eigenherr von Seefried (1 Ganzhof) und das Stadtvogteiamt Eschenbach des Deutschen Ordens (1 Halbhof). Neben den Anwesen gab es noch kommunale Gebäude (Hirtenhaus, Schmiedgütlein) und kirchliche Gebäude (Ruine der Marienkapelle). Es gab zu dieser Zeit 16 Untertansfamilien, von denen 7 ansbachisch waren. Von 1797 bis 1808 unterstand der Ort dem Justiz- und Kammeramt Windsbach.
Im Geographischen statistisch-topographischen Lexikon von Franken (1804) wird der Ort folgendermaßen beschrieben:

„ein im Ansbachischen Oberamte Windsbach 2 Stunden nordwestlich von Spalt über Deulnburg hinaus zwischen Wassermungenau und Mitteleschenbach gelegener nach Windsbach evangelisch gepfarrter Weiler von 16 Unterthanen, wovon 4 Eichstättisch und 2 derselben zum oberländischen Pfleg- und Kastenamte Wernfels Spalt, die andern 2 aber zum fürstlichen Steueramte der Kollegiate in Spalt gehörig sind.
Die Aemter Wernfels und Windsbach haben da, wie zu Wassermungenau laut Vertrages den Kirchweyhschutz und den Gemeinfrevel mit einander gemein.
Dieser Weiler hat sowohl gegen Mitteleschenbach als Wassermungenau hin schöne Hölzer. Mitten durch den Weiler fließt [Sp. 265] der Bach, welcher von den dem Käsehof zu gelegenen Weihern herkömmt, und unter der Kugelmühle in den Gersbach fällt.“

1806 kam Winkelhaid an das Königreich Bayern. Im Rahmen des Gemeindeedikts wurde Winkelhaid dem 1808 gebildeten Steuerdistrikt Wassermungenau und der 1810 gegründeten Ruralgemeinde Wassermungenau zugeordnet. Mit dem Zweiten Gemeindeedikt (1818) entstand die Ruralgemeinde Winkelhaid, zu der Thonhof gehörte. Sie war in Verwaltung und Gerichtsbarkeit dem Landgericht Heilsbronn zugeordnet und in der Finanzverwaltung dem Rentamt Windsbach. Von 1862 bis 1879 gehörte Winkelhaid zum Bezirksamt Heilsbronn, ab 1880 zum Bezirksamt Schwabach (1939 in Landkreis Schwabach umbenannt) und zum Rentamt Spalt (1919–1932: Finanzamt Spalt, 1932–1972: Finanzamt Schwabach, seit 1972: Finanzamt Ansbach). Die Gerichtsbarkeit blieb bis 1879 beim Landgericht Heilsbronn, von 1880 bis 1970 war das Amtsgericht Roth zuständig, von 1970 bis 1972 das Amtsgericht Schwabach, seitdem ist es das Amtsgericht Ansbach. Die Gemeinde hatte 1964 eine Gebietsfläche von 5,028 km².
In einem Ortsverzeichnis von 1867 wurde der Grünthalhof als Gemeindeteil aufgeführt. Im Zuge der Gebietsreform in Bayern wurde Winkelhaid am 1. Juli 1972 nach Windsbach eingemeindet.

### Baudenkmäler
- Haus Nr. 2: Bauernhaus[25]
- Haus Nr. 6: Bauernhaus mit Nebengebäude[25]
- Haus Nr. 36: Wohnstallhaus[25]
- Kapelle St. Marien[25]
- 2 Steinkreuze nördlich des Dorfes im Wald, mittelalterlich[26]

### Bodendenkmäler
In der Gemarkung Winkelhaid gibt es ein Bodendenkmal:
- Abgegangene mittelalterliche und frühneuzeitliche Kapelle[25]

### Einwohnerentwicklung
Gemeinde Winkelhaid
| Jahr      | 1818   | 1840   | 1852   | 1855   | 1861   | 1867   | 1871   | 1875   | 1880   | 1885   | 1890   | 1895   | 1900   | 1905   | 1910   | 1919   | 1925   | 1933   | 1939   | 1946   | 1950   | 1952   | 1961   | 1970   |
| Einwohner | 151    | 139    | 147    | 154    | 158    | 160    | 161    | 159    | 165    | 158    | 160    | 165    | 158    | 141    | 127    | 138    | 154    | 143    | 128    | 179    | 180    | 174    | 124    | 110    |
| Häuser    | 25     | 23     |        |        |        |        | 25     |        |        | 24     | 25     |        | 25     |        |        |        | 22     |        |        |        | 23     |        | 24     |        |
| Quelle    | [ 28 ] | [ 29 ] | [ 30 ] | [ 30 ] | [ 22 ] | [ 31 ] | [ 32 ] | [ 33 ] | [ 34 ] | [ 35 ] | [ 36 ] | [ 37 ] | [ 38 ] | [ 37 ] | [ 39 ] | [ 37 ] | [ 40 ] | [ 37 ] | [ 37 ] | [ 37 ] | [ 41 ] | [ 37 ] | [ 21 ] | [ 42 ] |

Ort Winkelhaid
| Jahr      | 001818 | 001840 | 001861 | 001871 | 001885 | 001900 | 001925 | 001950 | 001961 | 001970 | 001987 |
| Einwohner | 137    | 128    | 146    | 151    | 141    | 145    | 145    | 168    | 119    | 106    | 115    |
| Häuser    | 23     | 22     |        |        | 21     | 23     | 21     | 21     | 22     |        | 24     |
| Quelle    | [ 28 ] | [ 29 ] | [ 22 ] | [ 32 ] | [ 35 ] | [ 38 ] | [ 40 ] | [ 41 ] | [ 21 ] | [ 42 ] | [ 1 ]  |

## Religion
Der Ort ist seit der Reformation evangelisch-lutherisch geprägt und nach St. Andreas (Wassermungenau) gepfarrt. Die Einwohner römisch-katholischer Konfession sind nach St. Nikolaus (Mitteleschenbach) gepfarrt.